# 貞順恵妃 (明)
貞順恵妃（ていじゅんけいひ、? - 1435年）は、明の宣徳帝の妃嬪。

## 経歴
モンゴル人の恭順伯呉允誠の孫娘。恭順伯のモンゴル名は把都帖木児（Batu Temür）、明では姓を呉氏とされた。永楽3年（1405年）、明に降り、永楽10年（1412年）に伯爵の位を授けられた。
宣徳10年（1435年）1月3日、宣徳帝が崩じた。呉氏と他9人は殉死させられた。妃の位を追授され、貞順の諡号が贈られた。

## 伝記資料
- 『恭順伯呉允誠神道碑』
- 『明宣宗実録』